# Ямада, Масару
Масару Ямада (яп. 山田優; род. 14 июня 1994, Тоба, Миэ) − японский фехтовальщик-шпажист, олимпийский чемпион 2020 года в командом первенстве, чемпион мира 2025 года в командном первенстве, чемпион Азии (2016, 2019), чемпион Азиатских игр.

## Биография и спортивная карьера
Родился 14 июня 1994 года в городе Тоба. Начал заниматься фехтованием во втором классе начальной школы в родном городе. По его словам, фехтование он выбрал, потому что это подходило его телосложению.
Участвовал в Олимпийских играх 2016 года в Рио-де-Жанейро в качестве спарринг-партнера Кадзуясу Минобэ, который представлял Японию в индивидуальной игре на шпагах и занял шестое место.
Четыре года назад он выиграл серебряную медаль в том же виде на Азиатских играх 2014 года, проходивших в Инчхоне.
В 2017 году он выиграл одну из бронзовых медалей в личном первенстве среди мужчин на летней Универсиаде 2017 года в Тайбэе. Он также участвовал в соревнованиях по шпаге мужской команды.
В 2018 году Масару Ямада выиграл золотую медаль в мужских командных соревнованиях по шпаге на Азиатских играх 2018 года, проходивших в Джакарте.
В 2019 году стал чемпионом Азии в личном зачете.
В 2019 году он выиграл золотую медаль в соревнованиях по шпаге среди мужчин на чемпионате Азии по фехтованию в 2019 году в Тибе.
В марте 2020 года Масару Ямада выиграл «Гран-при FIE Men’s Épée Grand Prix» в Будапеште.
В мае 2020 года ему сделали операцию по смещению межпозвоночного диска. Он вернулся к тренировкам и соревнованиям в начале 2021 года.
Тренером Масару Ямада в настоящее время является Александр Горбачук.

## Олимпиада 2020 в Токио
Масару Ямада вместе с товарищами по команде Коки Кано, Кадзуясу Минобэ и Сатору Уяма выиграл золотую медаль в мужской команде в 2021 году на Олимпийских играх в Токио.

## Личная жизнь
Окончил факультет физического воспитания Университета Нихон, Токио, Япония.
Член Клуба физической подготовки Сил самообороны Японии.
Женат, есть сын.
Его старшая сестра Аюми представляла Японию по фехтованию. Она выиграла бронзу в командном шпаге на Азиатских играх 2018 года в Индонезии. Его жена Рие Охаши также выступала в фехтовании за Японию и выиграла бронзу в командном фехтовании на шпагах на чемпионате Азии 2015 года в Сингапуре и на Азиатских играх 2014 года в Инчхоне. Она также участвовала в соревнованиях по шпаге на чемпионатах мира в 2013, 2014, 2015 и 2017 годах.